# Manuel Bomfim
Manoel José Bomfim (Aracaju, 8 de agosto de 1868 — Rio de Janeiro, 21 de abril de 1932) foi um médico, psicólogo, pedagogista, sociólogo, historiador e intelectual brasileiro. Foi o nono diretor-geral da Escola Normal do Distrito Federal (hoje Instituto Superior de Educação do Rio de Janeiro).

## Biografia
Nasceu em Aracaju no dia 8 de agosto de 1868, sendo seus pais Paulino José do Bomfim e Maria Joaquina do Bomfim.
Realizou os preparatórios na capital sergipana, revelando, desde criança, grande talento. Estudou na cidade natal até os 12 anos. Em 1886 ingressou na Faculdade de Medicina da Bahia, transferindo-se para a Faculdade de Medicina do Rio de Janeiro em 1888, onde concluiu o curso em 1890, com a tese Das Nephrites. Ainda estudante, militou no “Correio do Povo”, redigido por Alcindo Guanabara.
Em 1891, foi nomeado médico da Polícia Militar do Rio de Janeiro. No ano seguinte, passou a tenente-cirurgião da Brigada Policial, posto que ocupou até maio de 1894. 
Nesta época casou-se com Natividade de Oliveira que foi a sua companheira por toda a vida. Tiveram dois filhos: Aníbal e Maria. A filha faleceu em tenra idade provocando uma dor tão profunda em Bomfim que ele abandonou a Medicina. Ingressou no magistério oito anos depois de formar-se, lecionando Educação Moral e Cívica na Escola Normal do Rio de Janeiro, na qual assumiu a cátedra de Pedagogia e Psicologia.
Em viagem a Paris, em 1902, mandado pela Prefeitura do Rio de Janeiro, a fim de estudar os estabelecimentos pedagógicos daquele continente, entre 1902 e 1903, também estudou Psicologia na Sorbonne (França), com o propósito de especializar-se nessa disciplina para estar em condições de melhor desempenhar as suas tarefas no “Pedagogium”. Bomfim estudou com Georges Dumas e Alfred Binet, com quem planejou a instalação do primeiro Laboratório de Psicologia Brasileiro, instalado em 1906 no Pedagogium, do qual foi diretor por quinze anos.
De volta ao Brasil,em 1905, foi diretor interino da Instrução Pública do Rio de Janeiro e em 1906 foi nomeado Diretor Geral da Instrução Pública do Distrito Federal.
Em 1907, foi eleito deputado federal e  como deputado defendeu importantes projetos no âmbito da educação.
Sua extensa obra abrange várias áreas de conhecimento: escreveu sobre História do Brasil e da América Latina, Sociologia, Medicina, Zoologia e Botânica, além de vários livros didáticos, dentre os quais estão alguns de Língua Portuguesa, em co-autoria com Olavo Bilac.
Escreveu ainda, na área de Psicologia e Educação, Lições de Pedagogia (1915) e Noções de psychologia (1916), utilizadas como suporte para as suas aulas na Escola Normal.
Em 22 de novembro de 1918, foi condecorado pelo rei da Bélgica com o oficialato da Ordem Leopoldo.
Exerceu, durante muitos anos, notável atividade jornalística.
Na obra Pensar e Dizer: estudo do símbolo no pensamento e na linguagem (1923), Bomfim demonstra domínio das mais importantes correntes de Psicologia de sua época.
Escreveu também O methodo dos testes (1926); Cultura do povo brasileiro (1932); Crítica à Escola Activa, O fato psychico, As alucinações auditivas do perseguido e O respeito à criança. Sua obra revela um pensamento original, não articulado às ideias dominantes em sua época e sua interpretação do Brasil apóia-se na análise histórica da colonização, na exploração e na espoliação das riquezas do país, analisando as conseqüências sobre as condições culturais do povo.
Defende a expansão da educação pública como meio para a emancipação e para construção de uma sociedade democrática.
Suas concepções de Psicologia - seu método e seu objeto - também são destoantes em relação a seus contemporâneos. Considerava o fenômeno psicológico como eminentemente histórico-social, constituído nas relações entre consciências, mediadas pela linguagem, esta entendida como produto e meio da socialização.
Criticava a pesquisa de laboratório, em condições que considerava restritas e artificiais. Propôs o método interpretativo para o estudo do psiquismo, baseado no estudo das múltiplas manifestações humanas, historicamente situadas.
Bomfim antecipou algumas ideias posteriormente adotadas por Vygotski e Piaget, mas também de Ernst Bloch e Antonio Gramsci em sua interpretação da sociedade.
Entretanto, Bomfim foi praticamente esquecido na historiografia brasileira, o que pode ser parcialmente explicado pela contraposição de suas ideias àquele que era em seu tempo o pensamento dominante.

## Polêmica com Sílvio Romero
Ambos sergipanos, Manoel Bomfim e Sílvio Romero envolveram-se em uma das mais espetaculares polêmicas de sua época, chegando ao nível dos ataques pessoais.
O poderoso Sílvio Romero representava os intelectuais que consideravam o povo brasileiro como infantil ou semibárbaro, defendendo o branqueamento da população como solução para o “defeito de formação” étnica do brasileiro.
Ao contrário da maioria dos seus contemporâneos, Manoel Bomfim defendia a miscigenação que ocorreu historicamente no Brasil, valorizando-a e negando a validade científica das teorias racistas em voga. Via na educação o “remédio” para o atraso do Brasil, para a emancipação das classes populares. Esse sentido libertário que ele atribuiu à educação é um dos princípios básicos para a construção da cidadania.
Quando Manoel Bomfim lançou América Latina, Males de Origem (1905), Sílvio Romero já era um intelectual importante, conhecido como o “rei da polêmica”, enquanto Bomfim era apenas um novato audacioso . O livro foi a origem de uma áspera contenda entre os dois, pois ousava desmontar boa parte das convicções defendidas por Romero, como a teoria do embranquecimento da raça.
Em “O Rebelde Esquecido” (Topbooks, 2000), Ronaldo Conde Aguiar afirma que a guerra entre o pomposo Romero e o reles "manuelzinho" rendeu vinte e cinco artigos (quatrocentas páginas), de injúrias e ataques contundentes tendo a vítima revidado uma única vez.